# 兴隆街道 (荆门市)
兴隆街道是中华人民共和国湖北省荆门市掇刀区下辖的一个街道办事处。

## 行政区划
兴隆街道下辖以下村级行政区划单位：
迎春村、交通村、掇刀渔场场委会、龙王村和兴隆村。